# Riom-Parsonz
Riom-Parsonz (do roku 1943 oficiálně německy Reams a Präsanz) je bývalá samostatná obec ve švýcarském kantonu Graubünden, okrese Albula. Žije zde  obyvatel.
K 1. lednu 2016 se na základě výsledku hlasování Riom-Parsonz sloučil spolu s dalšími obcemi v údolí Oberhalbstein do nové obce Surses.

## Geografie

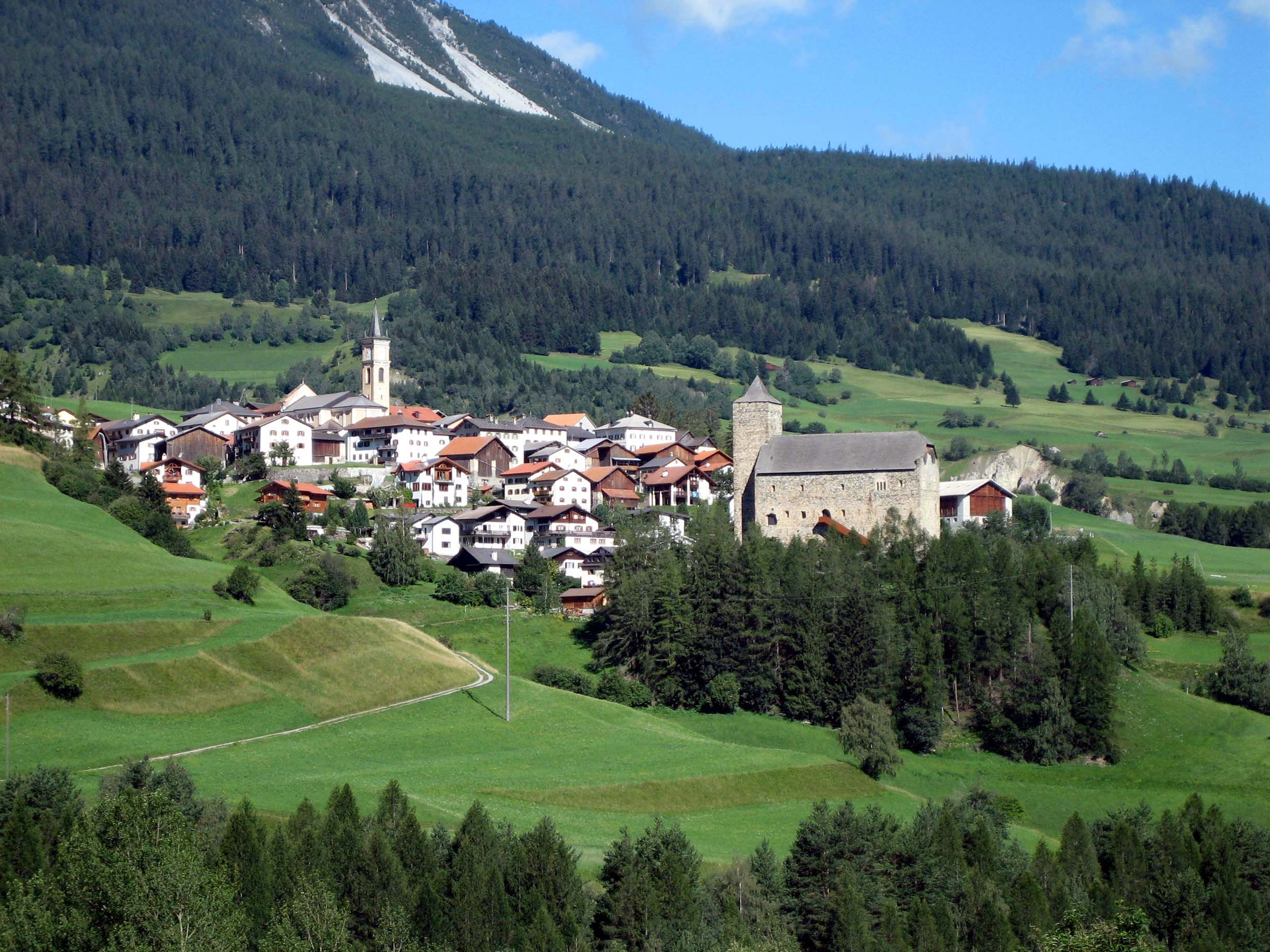
Riom se stejnojmenným hradem

Obec leží v údolí Surses (německy Oberhalbstein) na severovýchodním svahu Piz Martegnas (2670 m). Hranice obce tvořil na severu Adont (včetně Salaschigns), na východě řeka Julia a masiv Forbesch-Arblatsch, na jihu Fuorcla Curtegns, Fuorcla Starlera a Fuorcla da Saletscha a na západě Piz Alv, Piz Settember, Sur Carungas, Piz Cartas a Piz Martegnas. Téměř celé lyžařské středisko Savognin tak leželo na území obce Riom-Parsonz. Bývalá obec vlastnila mezi Cunterem, Saloufem a Albula/Alvra exklávu o rozloze 2,77 km², jejíž hranice vedla od Burvagnu západně od Crap d’Uigls přes Crap digls Anghels téměř až k Motta Palousa, pak kolem Tgant Ladrung k Julii a přes Cresta zpět do Burvagnu. Tunel „Crap Ses“ se tedy nachází na území bývalé obce Riom-Parsonz. Druhá exkláva o rozloze pouhých 66 arů (enkláva bývalé obce Cunter) se nacházela jen 160 m od větší exklávy u lesíka vedle hlavní silnice mezi Burvagnem a Vaznozem.
Nejnižší bod bývalé obce leží v exklávě u Tgant Ladrung pod Crap Ses ve výšce 995 m. Nejvyšším bodem je Piz Forbesch (3261,8 m).
Největšími osadami jsou Riom, Parsonz (1398 m) a Tigignas (1499 m). Kromě toho pod obec patřila řada dalších osad a usedlostí.
Z celkové rozlohy bývalé obce přes 56 km² lze 2858 ha využívat pro zemědělství, z toho přes 90 % pouze jako horské pastviny. Dalších 1679 ha tvoří hory. Přibližně 10 km² – přesně 1006 ha – pokrývají lesy a háje. Zbylých 61 ha tvoří osídlená plocha.

## Historie
Bývalá obec vznikla v roce 1979 sloučením obcí Parsonz a Riom. V roce 2016 se všechny obce v oblasti Oberhalbstein spojily do obce Surses.

## Obyvatelstvo

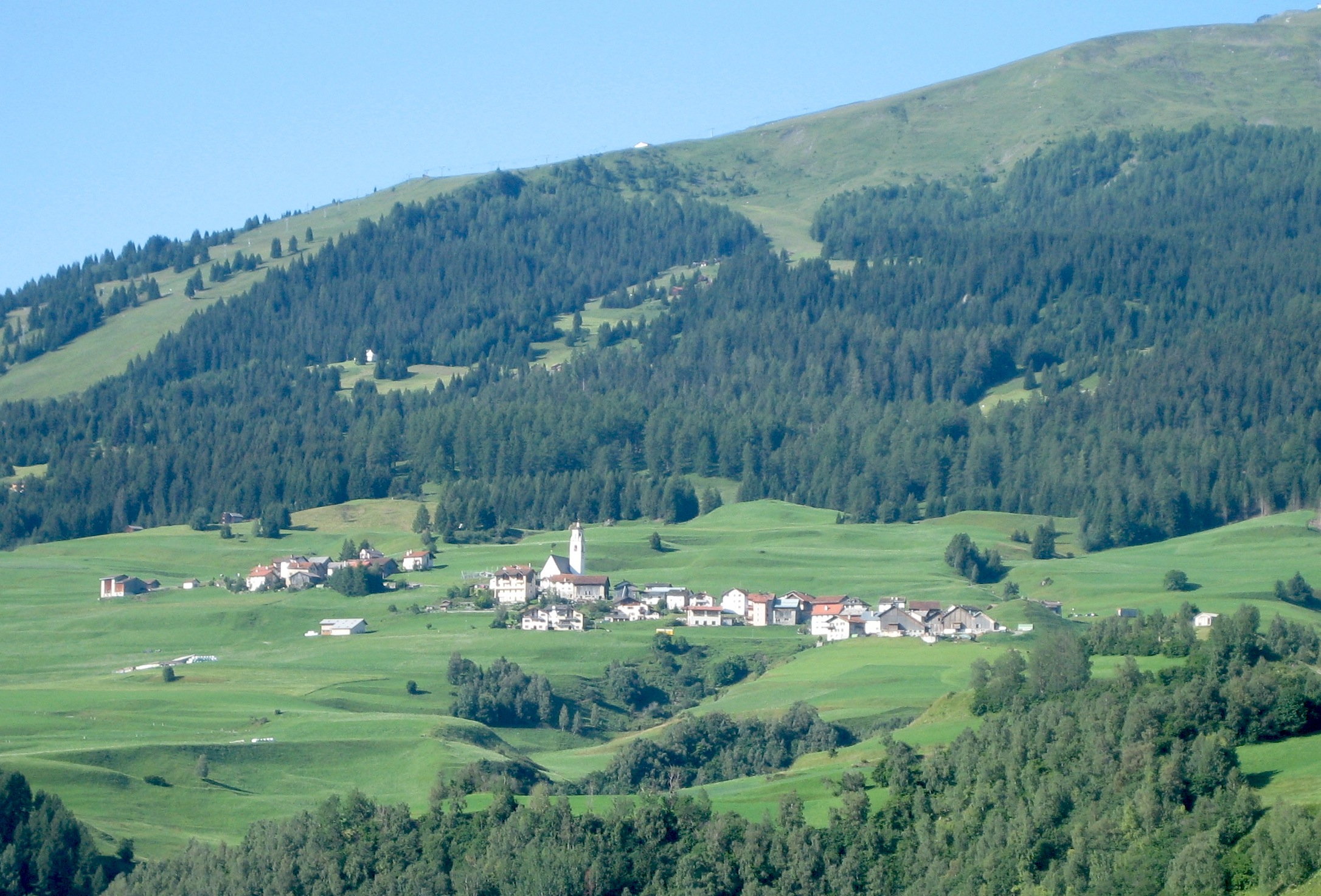
Parsonz

| Rok            | 1980 | 1990 | 2000 | 2005 | 2014 |
| Počet obyvatel | 263  | 297  | 327  | 335  | 304  |

### Jazyky
Původním jazykem místních obyvatel je surmiran, regionální dialekt rétorománštiny. Do roku 1970 byla jazyková situace v obci stabilní, i když podíl rétorománštiny klesl z 99,0 % v roce 1880 na 90,28 % v roce 1970. Od roku 1980 však tento místní jazyk výrazně ztrácí na významu. K tomu přispívá především přistěhovalectví německy mluvících obyvatel a v posledních letech také častější změna jazyka. Vývoj v posledních desetiletích ukazuje následující tabulka:
| Jazyky v Riom-Parsonz |                   |                   |                   |                   |                   |                   |
| Jazyk                 | Sčítání lidu 1980 | Sčítání lidu 1980 | Sčítání lidu 1990 | Sčítání lidu 1990 | Sčítání lidu 2000 | Sčítání lidu 2000 |
| Jazyk                 | Počet             | Podíl             | Počet             | Podíl             | Počet             | Podíl             |
| Němčina               | 25                | 9,51 %            | 55                | 18,52 %           | 110               | 33,64 %           |
| Rétorománština        | 229               | 87,07 %           | 234               | 78,79 %           | 209               | 63,91 %           |
| Italština             | 9                 | 3,42 %            | 3                 | 1,01 %            | 6                 | 1,83 %            |
| Počet obyvatel        | 263               | 100 %             | 297               | 100 %             | 327               | 100 %             |

## Doprava
Riom-Parsonz leží poblíž hlavní silnice č. 3 z Churu přes Lenzerheide a průsmyk Julierpass do Engadinu. Napojení obce na síť veřejné dopravy zajišťuje autobusová linka Postauto.